# Methodik
Methodik ist in der Wissenschaftstheorie die Gesamtheit aller systematischen Vorgehensweisen bei der Gewinnung von Erkenntnissen im Rahmen eines vorgegebenen Ziels.

## Etymologie
Das Wort Methode setzt sich aus „nach, mit, zwischen“ (altgriechisch μετα metá) und „Weg“ (altgriechisch ὁδός hodós) zusammen, bedeutet also „der Weg zu etwas hin“. Das hiervon abgeleitete Wort Methodik (altgriechisch μεϑοδική (τέχνη) methodikḗ (téchnē) „Kunst des planmäßigen Vorgehens“) wird für die Technik zur Anwendung von Methoden verwendet.

## Allgemeines
Die Methode „ist ein wohl überlegtes, nach deutlich gedachten und fest vor Augen behaltenen Begriffen eingerichtetes Verfahren, in dem was man tut“. Die Methode ist das Handwerkszeug aller Wissenschaftler. Entsprechend sei das von Methode abgeleitete Wort Methodik „die Kunst, … eine Wissenschaft zu erlernen, insbesondere die Unterrichtskunst“.

## Methodik als Wissenschaft
Methodik ist die „Wissenschaft von der Verfahrensweise“, abgeleitet von altgriechisch μεθοδικός methodikos „nach bestimmten Regeln verfahrend“. Methodik ist diejenige Einzelwissenschaft, die sich als Theorie und Lehre von den Methoden versteht. In der Pädagogik wird unterschieden zwischen Methodik und Didaktik. Wolfgang Klafki trennt die Didaktik als theoretische Wissenschaft strikt von der Methodik, die sich mit den praktischen Verfahren des Lehrens und Lernens (dem Wie) befasst. Die juristische Methodik beschäftigt sich aus methodischer Sicht mit der Begründung rechtlicher Entscheidungen.